# Nguyễn Chấn (Phú Yên)
Nguyễn Chấn (1914–1985) là nhà cách mạng và chính khách Việt Nam, từng đảm nhiệm vai trò Bí thư Tỉnh ủy Phú Yên, Cục trưởng Cục Đường bộ thuộc Bộ Giao thông Công chính, tham gia chi viện cho chiến trường Điện Biên Phủ.

## Hoạt động cách mạng
Nguyễn Chấn quê ở làng Phước Hậu, phủ Tuy Hòa, tỉnh Phú Yên. Ông cùng nhiều bạn học như Nguyễn Quốc Thoại, Đỗ Tương, Đặng Trích, Võ Cao Thức, Mang Tấn Cảnh, Nguyễn Sung, Huỳnh Lưu,... được thầy giáo Trần Chương ở làng Ninh Tịnh dẫn dắt đi theo phong trào cách mạng của Hội Việt Nam Cách mạng Thanh niên.
Năm 1930, Đảng Cộng sản Việt Nam thành lập, Nguyễn Chấn được Phan Ngọc Bích kết nạp Đảng và giới thiệu vào chi bộ Đảng của Trần Hào. Phong trào cách mạng bị thực dân Pháp đàn áp, các đồng chí Phan Ngọc Bích, Trần Hào, Trần Toại, Phan Lưu Thanh,... lần lượt bị bắt, khiến ông bị mất liên lạc với tổ chức Đảng.
Khoảng 1932-1934, ông cùng hai bạn học là Nguyễn Quốc Thoại, Đỗ Tương tìm cách bắt liên lạc với tổ chức. Ba người liên hệ được với Trần Hào lúc này đã ra tù và đang học nghề thuốc ở làng Phước Hậu. Năm 1935, Trần Hào liên hệ được với đồng chí Phan Lưu Thanh mới ra tù.
Ngày 20 tháng 10 năm 1935, chi bộ Đảng Cộng sản Đông Dương được thành lập ở làng Phước Hậu gồm Trần Hào, Nguyễn Chấn, Nguyễn Quốc Thoại và Đỗ Tương, do Trần Hào làm Bí thư. Đến tháng 11, Tỉnh ủy lâm thời tỉnh Phú Yên được thành lập, gồm Bí thư Trần Hào, Lê Tấn Thăng, Trịnh Ba, Nguyễn Quốc Thoại, Nguyễn Chấn, Đỗ Tương, Nguyễn Hạnh. Theo chỉ đạo của Tỉnh ủy, ông cùng đồng chí Lê Tấn Thăng được phân công về tổng Hòa Đồng hoạt động.
Tháng 6 năm 1936, tại Đại hội Đảng bộ tỉnh lần thứ nhất, có sự góp mặt của Xứ ủy viên Xứ ủy Trung Kỳ Nguyễn Thành Nghi, ông được bầu vào Ban Chấp hành Tỉnh ủy chính thức. Năm 1938, trong phong trào đấu tranh dân chủ, ông được nhân dân làng Phước Hậu bầu làm Hương bộ, Trần Tân làm Hương mục, Đỗ Tương làm Lý trưởng. Năm 1939, phong trào bị đàn áp, ông lại mất liên lạc với Đảng cho đến tháng 3 năm 1945.
Ngày 23 tháng 8 năm 1945, ông là thành viên Ủy ban khởi nghĩa Tuy Hòa, lãnh đạo việc cướp chính quyền ở phủ Tuy Hòa. Dưới sự lãnh đạo của Nguyễn Chấn, Đinh Nho Khôi, Lê Duy Trinh, Trần Đình San, chỉ trong một ngày, lực lượng khởi nghĩa đã làm chủ được toàn phủ.

## Công tác vận tải
Tháng 9 năm 1945, ông được Ủy ban Mặt trận Việt Minh tỉnh Phú Yên cử về tổng Hòa Đồng kiểm tra và củng cố tổ chức mặt trận, chính quyền cơ sở.
Tháng 6 năm 1951, tại Hội nghị Đảng bộ, ông được bầu giữ chức Bí thư Tỉnh ủy Phú Yên. Đến tháng 12 năm 1951, ông thôi chức vụ Bí thư Tỉnh ủy để nhận lệnh ra chiến khu Việt Bắc. Năm 1952, ông được cử đi học ở Trung Quốc. Sau khi về nước, ông cùng Dương Bạch Liên, Bình Tâm, Hà Kỳ Ngộ, Nguyễn Duy Ninh, Lê Khắc, Nguyễn Tường Lân, Nguyễn Đình Doãn,... được điều về Bộ Giao thông Công chính để phục vụ cho chiến dịch Tây Bắc. Ông đảm nhiệm chức vụ Cục phó, rồi Cục trưởng Cục Đường bộ.
Năm 1954, với tư cách Cục trưởng Cục Đường bộ, ông được Bộ trưởng Trần Đăng Khoa phân công tham gia chỉ đạo việc tiếp tế cho chiến trường Điện Biên Phủ. Ông trực tiếp phụ trách các tuyến vận tải từ Khu 3 qua Hòa Bình lên Điện Biên, góp phần vào thắng lợi cuối cùng trong chiến dịch Điện Biên Phủ.
Năm 1968, Bí thư Khu ủy Khu 5 Võ Chí Công cử Huỳnh Trúc ra Hà Nội để mời ông về phụ trách công tác vận tải ở chiến trường miền Trung. Nhưng Thủ tướng Phạm Văn Đồng không phê duyệt: Đồng chí Nguyễn Chấn là một cán bộ giỏi, có năng lực tổ chức thực hiện, để Trung ương sử dụng có lợi hơn ở địa phương.
Năm 1974, ông được Hội đồng chi viện Trung ương giao nhiệm vụ vận tải lương thực, vũ khí qua tuyến lửa Khu 4, góp phần vào thắng lợi của Cuộc tổng tiến công nổi dậy mùa Xuân 1975.

## Cuối đời
Sau 1975, ông nghỉ hưu, về sống ở thành phố Nha Trang (tỉnh Khánh Hòa).
Những năm cuối đời, ông bị Đảng ủy Bộ Giao thông vận tải nghi ngờ, không công nhận là cán bộ hoạt động tiền khởi nghĩa.
Ông mất năm 1985 ở bệnh viện Nha Trang.

## Gia đình
Em trai ông Nguyễn Liêm cũng là một nhà hoạt động cách mạng. Anh trai ông có hai con trai cùng tập kết ra miền Bắc năm 1964, gửi lại một con gái là Nguyễn Thị Ngọc Hường ở Nam. Bà Hường từng là nhân viên đánh máy cho Văn phòng Tỉnh ủy và Mặt trận Dân tộc Giải phóng miền Nam Việt Nam tỉnh Phú Yên, Đảng viên Đảng Cộng sản Việt Nam.